# Werauhia nephrolepis
Werauhia nephrolepis là một loài thuộc chi Werauhia. Đây là loài bản địa của Costa Rica.